# Saint-Félix-de-Bourdeilles
Saint-Félix-de-Bourdeilles é uma comuna francesa na região administrativa da Nova Aquitânia, no departamento Dordonha. Estende-se por uma área de 5,89 km². Em 2010 a comuna tinha 63 habitantes (densidade: 10,7 hab./km²).